# Bisdom Oreto
Het bisdom Oreto (Latijn: Diocesis Oretanus) was een bisdom van de Rooms-Katholieke Kerk in Spanje, en dit van de 6e eeuw tot de 7e eeuw.
De bisschopszetel was de stad Oretum, in het Spaans: Oreto. Van deze stad blijft een archeologische site over in de gemeente Granátula de Calatrava in de provincie Ciudad Real.

## Visigotisch bisdom

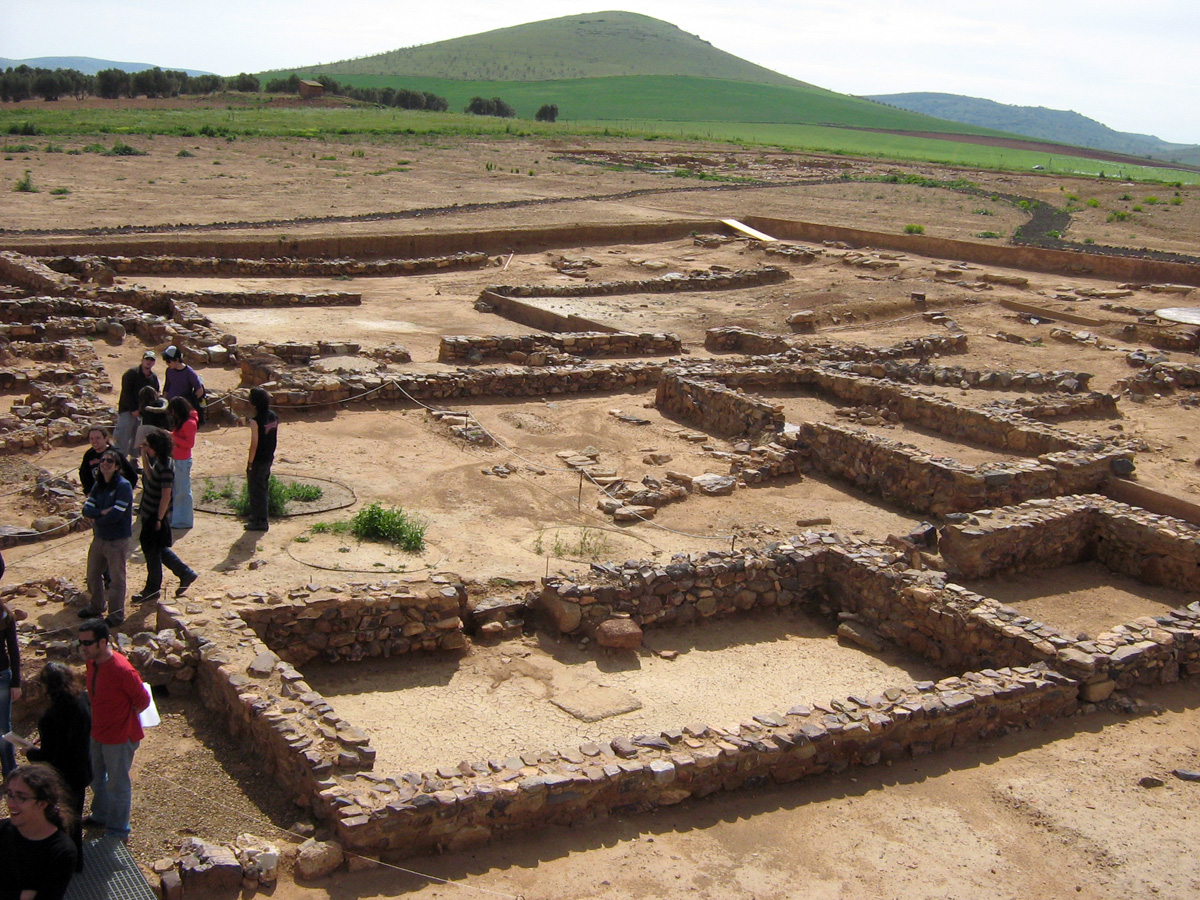
Voormalige stad Oreto of Oretum in Spanje

Het bisdom Oreto in het Visigotische Rijk vond haar oorsprong in de christengemeenschap van Oretum. Deze voormalige Romeinse stad in de provincie Hispania Tarraconensis werd al door Plinius de Oudere vermeld in de 1e eeuw v.Chr. De meest nabije rivier was de Guadiana, door de Romeinen Flumen Anas of Stroom der Eenden genoemd. Het bisdom Oreto behoorde tot de kerkprovincie van het aartsbisdom Toledo.
In het Visigotisch Spanje zijn acht namen bekend gebleven van bisschoppen van Oreto: Andonio, Esteban, Amator, Suavila, Maurusio, Argemundo, Gregorio en Mariano. Deze laatste leefde aan het einde van de 7e eeuw. Met de verovering door de Arabieren onder de dynastie der Omajjaden verdween het bisdom Oreto.

## Titulair bisdom
Paus Paulus VI hergebruikte in de 20e eeuw de titel van bisschop van Oreto als eretitel. De titulaire bisschoppen waren sinds 1970:
- Stephen Fumio Hamao (1970-1979)
- Angel Lagdameo (1980-1986)
- Patrick Percival Power (1986- ).